# Sejsmiczne Sekundy
Sejsmiczne Sekundy (ang. Seismic Seconds) – seria filmów dokumentalnych stworzona przez National Geographic, opowiadająca historię sześciu wypadków, z czego w pięciu były ofiary śmiertelne. Krótka seria została zastąpiona przez znacznie popularniejsze i siedmiokrotnie dłuższe Tuż przed tragedią. Pierwsze słowa słyszane w czołówce - Disasters don't just happen, czyli "Katastrofy nie dzieją się same" otwierają także serię "Tuż przed tragedią".

## Odcinki
| # | Tytuł | Wypadek                                         | Data           | Typ wypadku                                              |
| - | --- | ----------------------------------------------- | -------------- | -------------------------------------------------------- |
| 1 | Bhopal Gas Disaster (Wyciek gazu w Bhopalu) | Katastrofa w Bhopalu                            | 3 grudnia 1984 | Błąd ludzki                                              |
| 1 | W Bhopalu, Indie, zakład chemiczny należący do Union Carbide przypadkowo wypuścił w powietrze chmurę trującego gazu, gdy nieszczelność rur doprowadziła do dostania się wody do zbiornika pestycydów. Od 2,5 do 5 tysięcy osób zginęło od razu, a tysiące później, wskutek problemów zdrowotnych.                                                  |                                                 |                |                                                          |
| 2 | Crash of TWA 800 (Katastrofa TWA 800) | Katastrofa lotu Trans World Airlines 800        | 17 lipca 1996  | Wybuch zbiornika paliwa na skutek zwarcia                |
| 2 | Boeing 747 wystartował z lotniska im. J.F. Kennedy’ego z Nowego Jorku do Paryża. Starta izolacja kabli doprowadziła do eksplozji zbiornika z paliwem i samolot z ponad 200 osobami na pokładzie runął do Oceanu Atlantyckiego. Nikt nie przeżył.                                                                                                   |                                                 |                |                                                          |
| 3 | The Eruption of Mount Saint Helens (Erupcja Mount St. Helens) | Erupcja Mt. Saint Helens                        | 18 maja 1980   | Erupcja wulkanu                                          |
| 3 | Mt. St. Helens, wulkan w stanie Waszyngton, był uśpiony przez 123 lata. W marcu 1980 r. doszło do ruchów sejsmicznych. Pod zboczem góry zaczęła gromadzić lawa. Komora zawaliła się 18 marca wskutek wstrząsów, wywołując erupcję i niszcząc całe północne zbocze. Wskutek opadu pyłów i powodzi wywołanych wybuchem zginęło 57 osób.              |                                                 |                |                                                          |
| 4 | Death of Ayrton Senna (Śmierć Ayrtona Senny) | Wypadek Ayrtona Senny                           | 1 maja 1994    | Usterka mechaniczna, błąd kierowcy                       |
| 4 | Podczas Grand Prix San Marino Formuły 1 wielokrotny mistrz Formuły 1 Ayrton Senna (awarii uległ drążek kierowniczy) stracił kontrolę nad pojazdem i uderzył w betonową ścianę na zakręcie Tamburello. Senna zginął około godziny 18:10 po przewiezieniu do szpitala w Bolonii.                                                                     |                                                 |                |                                                          |
| 5 | Sinking of HMS Coventry (Zatonięcie HMS Coventry) | Zatonięcie HMS Coventry                         | 25 maja 1982   | Bombardowanie, nieudane przechwycenie przez HMS Broadway |
| 5 | Podczas wojny o Falklandy dwa brytyjskie okręty - HMS Coventry i HMS Broadsword szykowały się do bitwy, z zadaniem ochrony floty brytyjskiej przed atakiem z powietrza. Argentyńskie samoloty zbombardowały oba statki, lecz bardziej ucierpiał HMS Coventry. Statek przewrócił się na burtę i zatonął następnego dnia, pociągając na dno 19 osób. |                                                 |                |                                                          |
| 6 | The Airshow Miracle (Cud na pokazie lotniczym) | Kolizja dwóch MiG-29 podczas pokazu lotniczego. | 24 lipca 1993  | Błąd pilota                                              |
| 6 | Podczas pokazów lotniczych Royal International Air Tatoo dwa myśliwce MiG-29 pokazujące powietrzne akrobacje zderzyły się w powietrzu, gdy jeden z nich wleciał w chmury, a pilot drugiego gorączkowo starał się go znaleźć. Obaj piloci katapultowali się, wykazując niesamowitą skuteczność radzieckich foteli wyrzucanych.                      |                                                 |                |                                                          |